# Auto battler
Auto battler (lit. luchador automático), también conocido como auto chess (lit. ajedrez automático), es un subgénero de los videojuegos de estrategia, el cual presenta elementos parecidos al ajedrez donde los jugadores colocan personajes en un campo de batalla en forma de cuadrícula durante una fase de preparación, para después luchar contra los personajes del equipo contrario sin ninguna instrucción directa adicional del jugador. Fue creado y popularizado por Dota Auto Chess a principios de 2019, y luego se incorporaron otros videojuegos en el género por estudios más establecidos, como Teamfight Tactics, Dota Underlords y el modo Campos de batalla de Hearthstone, que se lanzaron poco después.

## Jugabilidad
Cada partida comienza con ocho jugadores. Los jugadores se emparejan al azar en cada ronda, en un formato de mini-torneo, en el que el combate entre las unidades de cada jugador se desarrolla automáticamente, con el objetivo de que las unidades de un jugador dañen a las unidades del oponente y, en última instancia, solo quede un jugador en pie. Al comienzo de cada ronda, los jugadores compran unidades, que se pueden combinar para hacer versiones más fuertes de las mismas unidades. Ciertos tipos de unidades obtienen bonificaciones por estar en el campo al mismo tiempo, mientras que, en algunos casos, las unidades también se pueden clasificar según su rareza o equiparles objetos. Después de que las unidades se despliegan, luchan entre sí automáticamente, sin participación del jugador en absoluto. Las batallas finalizan cuando todas las unidades de un jugador se retiran del tablero, lo que hará que el jugador pierda ese duelo. Las unidades restantes del ejército ganador hacen daño directo a los puntos de vida del perdedor. Si el jugador pierde toda sus puntos de vida, es eliminado de la partida.
Dependiendo del videojuego, la estrategia y las tácticas o la suerte pueden estar en primer plano. Además, la duración de una partida, la cantidad de jugadores y el nivel de preparación del equipo estándar para recolectar personajes para un equipo personalizado pueden variar ampliamente.

## Historia
En enero de 2019, un grupo de desarrolladores chinos conocidos como Drodo Studio lanzó Dota Auto Chess, un modo de juego personalizado creado por la comunidad para Dota 2. La popularidad del mod, con más de ocho millones de jugadores en mayo de 2019, llevó a la creación del género que tuvo una serie de otros videojuegos lanzados. Los primeros videojuegos del género se desarrollaron inicialmente como modos de juego para videojuegos ya establecidos, como Teamfight Tactics de Riot Games, lanzado dentro de su videojuego MOBA League of Legends. Más adelante en 2019, Drodo Studio y Valve desarrollaron sus propias versiones independientes, Auto Chess y Dota Underlords, respectivamente. En noviembre de 2019, Blizzard Entertainment introdujo su propia versión del género, Campos de batalla, en su videojuego de cartas Hearthstone. En el mismo año, Tencent estrenó el videojuego Chess Rush, caracterizado por partidas de 10 minutos, mientras que PixDance publicaría Arena of Evolution: Red Tides, que deja atrás los elementos fantásticos e incorpora elementos de ciencia ficción. En 2020, Ubisoft publicó Might & Magic: Chess Royale, que incorpora partidas con hasta 100 jugadores.